# El Losar del Barco
El Losar del Barco ist ein zentralspanischer Ort und eine Gemeinde (municipio) mit 103 Einwohnern (Stand: 2024) in der Provinz Ávila in der Autonomen Region Kastilien-León. Neben dem namensgebenden Hauptort El Losar gehören die Ortschaften Navamorisca, El Barquillo und Casas zur Gemeinde.

## Lage und Klima
Die Gemeinde El Losar del Barco liegt auf der Nordseite der Sierra de Gredos im Südwesten der Provinz Ávila in einer Höhe von ca. 1010 m. Die Entfernung nach Ávila beträgt knapp 80 km (Fahrtstrecke) in ostnordöstlicher Richtung. Das Klima ist gemäßigt bis warm; der Regen (817 mm/Jahr) fällt mit Ausnahme der trockenen Sommermonate übers Jahr verteilt.

## Bevölkerungsentwicklung
| Jahr      | 1970 | 1981 | 1991 | 2001 | 2011 | 2021 |
| Einwohner | 601  | 275  | 188  | 134  | 138  | 109  |

## Sehenswürdigkeiten
- Kirche Mariä Himmelfahrt